# Усть-Стрілина
Усть-Стрі́лина (рос. Усть-Стрелина) — присілок у складі Топкинського округу Кемеровської області, Росія.

## Населення
Населення — 6 осіб (2010; 0 у 2002).